# Weltpostkongress 1969
Der 16. Weltpostkongress (jap. 第16回万国郵便大会議, Dai-16-kai bankoku yūbin taikaigi) fand vom 1. Oktober bis 14. November 1969 in der japanischen Hauptstadt Tokio statt. Erstmals nach dem Zweiten Weltkrieg hatte Deutschland wieder den Vorsitz in einer Kommission (Luftfahrt).

## Beschlüsse
Antwortkarten sind im internationalen Postverkehr, seit dem 1. Juli 1971, nicht mehr zugelassen.
Der Weltposttag (oder „Tag des Weltpostvereins“) wurde beim Kongress als Gedenktag ausgewiesen. Seither wird dieser jedes Jahr am 9. Oktober begangen, dem Gründungstag des Weltpostvereins 1874 in der Schweizerischen Hauptstadt Bern.